# Tysnesøy
Tysnesøya o Tysnesøy és una illa del municipi de Tysnes, al comtat de Hordaland, a Noruega. Té 198 km² (76 sq mi) i constitueix la immensa majoria del municipi. El punt més elevat de l'illa és el Tysnessåa de 753 metres (2,470 ft).
L'illa s'estén en un gran grup gran d'illes al vessant nord de la boca del Hardangerfjorden. El Bjørnafjorden es troba al nord de l'illa i l'estret de Langenuen corre al llarg del vessant occidental de l'illa. L'illa de Reksteren es troba al nord-oest,l'Stord al sud-oest i les illes més petites de Skorpo i Huglo al sud de l'illa. Les illes de Skorpo i Reksteren estan connectades a Tysnesøya per ponts de carretera. El continent es troba just a l'est de Tysnesøya, i hi ha un pont de carretera curt que els uneix. Els municipis de Fusa i Kvinnherad estan localitzats en el continent, adjacent a Tysnes.
L'illa és rocosa i muntanyosa en la part nord i central de l'illa, mentre que la resta és més boscosa i accidentada. Les àrees agrícoles principals són al nord-est i al sud. Alguns dels pobles més notables de l'illa són Våge al nord, Uggdal a l'oest, i Onarheim al sud-est.